# Paul Labadie
Pour les articles homonymes, voir Labadie.
Pas d'image ? Cliquez ici

a Compétitions nationales et continentales officielles uniquement.

b Matchs officiels uniquement.
Dernière mise à jour le 09/03/2017.
 Paul Labadie est un joueur français de rugby à XV, né le 27 avril 1928 à Bayonne et mort le 12 janvier 2017 dans la même ville.
Il a joué avec l'équipe de France et l'Aviron bayonnais au poste de talonneur (1,70 m pour 72 kg) 

## Carrière de joueur

### En club
- 1946-1958 : Aviron bayonnais[2]

### En équipe nationale
Paul Labadie a disputé son premier test match le 12 janvier 1952. contre l'équipe d'Écosse, et le dernier contre l'équipe d'Irlande le 26 janvier 1957.

## Palmarès
- Vainqueur du tournoi en 1954 et 1955

## Statistiques en équipe nationale
- Sélections en équipe nationale : 21 (+1 non officielle)
- Sélections par année : 6 en 1952, 3 en 1953, 6 en 1954, 4 en 1955, 1 en 1956 et 1 en 1957
- Tournoi des Cinq Nations disputé :  1952, 1953, 1954,  1955, 1956, 1957
- Coupe d'Europe FIRA de rugby à XV 1952